# زهراوية اللهاة
زهراوية اللهاة (الاسم العلمي: Uvularieae) هي قبيلة من النباتات تتبع فصيلة اللحلاحية من الرتبة الزنبقيات.

## أجناس زهراوية اللهاة
- زهرة اللهاة (الاسم العلمي:Uvularia)
- الدسبورم (الاسم العلمي:Disporum)
- الشلهامرية (الاسم العلمي:Schelhammera)